# Луїс Феліпе Отерело
Луїс Феліпе Отерело (порт. Luiz Outerelo, 11 грудня 1991) — бразильський стрибун у воду.
Учасник Олімпійських Ігор 2016 року, де в синхронних стрибках з 3-метрового трампліна посів 8-ме (останнє) місце.